# Ramsés Ramos
Juan Ramsés Ramos (nació el 24 de septiembre de 1974) es un actor colombiano nacido en la ciudad de Cartagena, reconocido principalmente por participar en las series de televisión La costeña y el cachaco (2003), Sin tetas no hay paraíso (2006) y El cartel de los sapos (2008), y en las películas Soñar no cuesta nada (2006) y Retratos en un mar de mentiras (2010). También ha estado activo en el teatro durante toda su carrera artística.

## Carrera
Ramos nació en la ciudad de Cartagena, Bolívar. Allí fue estudiante de Derecho en la Universidad de Cartagena, profesión que abandonó cuando descubrió su pasión por el teatro. Esto lo llevó a trasladarse a la ciudad de Bogotá, donde comenzó estudios de arte dramático y empezó a vincularse con producciones teatrales. En 1996 tuvo su primer gran oportunidad en la pantalla chica colombiana al integrar el elenco de la serie Tiempos difíciles. Logró reconocimiento a nivel nacional al interpretar a Richard, un costeño tartamudo en la popular telenovela La costeña y el cachaco entre 2003 y 2004. Un año después apareció en la película Perder es cuestión de método de Sergio Cabrera. En 2006 integró el elenco de las películas Soñar no cuesta nada y Cuando rompen las olas y en la reconocida serie de televisión Sin tetas no hay paraíso basada en la historia original de Gustavo Bolívar. Su aparición en el cine colombiano en la década de 2010 continuó siendo frecuente, actuando en producciones como Buscando a Miguel (2007), La pasión de Gabriel (2008), Ni te cases ni te embarques (2008) y Retratos en un mar de mentiras (2010).
En la década de 2010 el actor ha aparecido en varias producciones de televisión en su país. En 2011 interpretó a Víctor del Real en la serie basada en el músico de salsa Joe Arroyo, El Joe. En 2013 integró el elenco de las series 5 viudas sueltas, El día de la suerte y La selección, donde encarnó al reconocido entrenador de fútbol Francisco "Pacho" Maturana. Dos años después actuó en la telenovela biográfica Diomedes, el cacique de La Junta y en 2017 interpretó el papel protagónico de Francisco Herrera en la serie Déjala morir, producción inspirada en la vida de la cantautora Emilia Herrera. Esta actuación le valió obtener un Premio India Catalina en la categoría de mejor actor de reparto en 2018. En el 2019, gracias a la "ley del actor" aprobada en el congreso de la República, se graduó, junto con más de 35 actores como maestro en arte dramático de la Universidad de Antioquia en alianza con la academia de Artes Guerrero.

## Filmografía

### Cine y televisión
- 2025 - Medusa
- 2024-2025 - Escupiré sobre sus tumbas
- 2022 - Pálpito
- 2021 - Hombres de Dios
- 2020 - El robo del siglo
- 2019 - La Primipara
- 2017 - Déjala morir
- 2017 - El Comandante
- 2017 - Sobreviviendo a Escobar, alias JJ
- 2015 - Diomedes, el cacique de La Junta
- 2013 - El día de la suerte
- 2013 - Allá te espero
- 2013 - La selección
- 2013 - 5 viudas sueltas
- 2012 - El Laberinto
- 2011 - El Joe
- 2010 - Retratos en un mar de mentiras
- 2009 - El fantasma del Gran Hotel
- 2009 - Regreso a la guaca
- 2008 - Ni te cases ni te embarques
- 2008 - Sin retorno
- 2008 - La pasión de Gabriel
- 2008 - El cartel de los sapos
- 2008 - Yo soy otro
- 2007 - Buscando a Miguel
- 2007 - Pura sangre
- 2006 - Sin tetas no hay paraíso
- 2006 - Cuando rompen las olas
- 2006 - Soñar no cuesta nada
- 2004 - Perder es cuestión de método
- 2003 - La costeña y el cachaco
- 1996 - Tiempos difíciles